# Raško Katić
Pour les articles homonymes, voir Katić.
Raško Katić, né le 8 décembre 1980 à Kragujevac, en République socialiste de Serbie, est un joueur serbe de basket-ball, évoluant au poste de pivot.

## Carrière
En septembre 2014, Katić signe un contrat d'un an avec le CAI Zaragoza.

## Palmarès et distinctions

### Palmarès

#### En sélection
- Médaille d'argent à la coupe du monde 2014 en Espagne.

### Distinctions personnelles
- 1 fois joueur de la semaine en championnat de Belgique[2].